# Actenotis
Actenotis é um gênero de traça pertencente à família Agonoxenidae.